# 利科迪亚欧贝阿
利科迪亚欧贝阿（義大利語：Licodia Eubea）是意大利西西里大区卡塔尼亞廣域市的一个市镇。总面积111平方公里，人口3054人，人口密度27.5人/平方公里（2009年）。ISTAT代码为087020。